# Canada Cup (rugby)
La Canada Cup fue un torneo internacional de selecciones nacionales femeninas de rugby.

## Campeonatos
| Edición | Año  | Campeón       | 2º puesto      | 3º puesto | 4º puesto      |
| ------- | ---- | ------------- | -------------- | --------- | -------------- |
| I       | 1993 | Inglaterra    | Estados Unidos | Canadá    | Gales          |
| II      | 1996 | Nueva Zelanda | Estados Unidos | Canadá    | Francia        |
| III     | 2000 | Nueva Zelanda | Inglaterra     | Canadá    | Estados Unidos |
| IV      | 2005 | Nueva Zelanda | Canadá         | Escocia   |                |

## Posiciones
Número de veces que los equipos ocuparon cada posición en todas las ediciones.
| Equipo         | Campeón | 2º puesto | 3º puesto | 4º puesto |
| -------------- | ------- | --------- | --------- | --------- |
| Nueva Zelanda  | 3       |           |           |           |
| Inglaterra     | 1       | 1         |           |           |
| Estados Unidos |         | 2         |           | 1         |
| Canadá         |         | 1         | 3         |           |
| Escocia        |         |           | 1         |           |
| Gales          |         |           |           | 1         |
| Francia        |         |           |           | 1         |